# Das dritte Buch über Achim
Das dritte Buch über Achim ist ein Roman, den Uwe Johnson 1961 kurz vor dem Bau der Mauer bei Suhrkamp in Frankfurt am Main publizierte. In dieser Fiktion scheitert ein unsicher erzählender westdeutscher Autor bei dem journalistischen Annäherungsversuch an einen in mancher Hinsicht belasteten ostdeutschen „Opfertäter“.

## Inhalt
Um 1960 lebt die bekannte ostdeutsche Schauspielerin Karin in Leipzig zuweilen mit dem 30-jährigen berühmten Radrennfahrer Achim T. zusammen. Sie hat ihm von ihrem ehemaligen Freund, dem sechs Jahre älteren Journalisten Karsch, erzählt. Karsch lebt bei Hamburg. Karin hatte mit Karsch in Westberlin gewohnt, ihn 1952 verlassen und darauf in Ostdeutschland eine Schauspielschule absolviert. Achim schlägt Karin vor, Karsch einzuladen. Gesagt, getan. Karsch reist per PKW an. Der Journalist will aus dieser Reise kein Buch machen wie sonst, sondern bald zurückfahren. Ostdeutschland ist ihm fremd. Karsch versteht den Zeitungsjargon des Landes nicht. „Innenpolitische Plakate“ irritieren ihn.
Karsch wohnt als Untermieter bei der Witwe Liebenreuth und stillt deren Neugier mit der Bemerkung, er schreibe ein Buch über einen Radrennfahrer. Achim ist von dieser Idee nicht begeistert, denn es sind bereits zwei Bücher über ihn auf dem Markt. Doch eine Frau Ammann, Lektorin in einem Verlag für Junge Literatur sowie ein Herr Fleisg, Redakteur bei einer regierungsnahen Bezirkszeitung und Berater jenes Verlags, überreden Karsch zu einem dritten Buch über Achim. Karsch nimmt für dieses Projekt von dem Verlag einen Vorschuss in ostdeutscher Währung an und unterschreibt einen Verlagsvertrag. Karin hat dafür kein Verständnis. Sie will das Geld aus ihrer Tasche zurückzahlen.
Die Arbeit an dem Buch beginnt. Am genauesten berichtet Achim über seine Kindheit. Da hatte seine Mutter früh erkannt, Achim würde genau so wie sein Vater werden. Dieser, ein ehemaliges Mitglied der verbotenen SPD, aus eigener Kraft zum Konstrukteur in der Flugzeugindustrie aufgestiegen, verschenkt dem Sohn das Fahrrad, nachdem er den Schlosseranzug mit dem weißen Kittel vertauschen durfte. Denn als Konstrukteur wird der Vater jeden Morgen mit einem Sammelbus zur Arbeit gefahren. Die Mutter und die kleine Schwester kommen während eines alliierten Luftangriffs um. Achim lebt mit dem Vater fortan allein. Einmal fragt er den Vater, warum zwei Männer die Wohnung durchwühlt hätten. Der Vater erwidert, diese wären auf der Suche nach zwei Saboteuren gewesen. Beide Konstrukteure seien entdeckt und hingerichtet worden. Der eine habe noch bis zu seinem Tode im Zuchthaus konstruieren müssen. Achims Vater habe die Entwürfe an der Handschrift des Verurteilten erkannt. Von Achim danach befragt, warum er nicht sabotiert habe, antwortet der Vater, dazu wäre noch ein zweiter Konstrukteur erforderlich gewesen. Überdies wäre sowieso immer alles herausgekommen. Aus Angst vor Denunziation setzt der Vater – der heimlich den Londoner Rundfunk abhört – Achim nicht von den wahren Vorgängen 1944/45 an den hereinrückenden Fronten ins Bild.
Die Mutter behält recht. Achims Charakter entwickelt sich so ähnlich wie der des Vaters. Erst wird Achim Hitlerjunge und später in Ostdeutschland Bauzeichner, Maurer und tritt – nach anfänglicher Ablehnung – in die FDJ ein. Er wird zum Lehrausbilder gemacht und absolviert schließlich die Sporthochschule.
Die Passagen über sein Leben nach 1945 kann der Radrennfahrer in dem geplanten dritten Buch nicht gutheißen. Achim hat sich mit dem ostdeutschen Staat arrangiert und wird von ihm protegiert. Da passt es Achim nicht ins Bild vom Vorzeigeathleten, der als Genosse „einstimmig“ ins Parlament des Landes „gewählt“ worden ist, wenn Karsch ein Foto vom Juni 1953 auskramt, das Achim Schulter an Schulter mit den Aufständischen zeigt. Achim bestreitet seine Teilnahme an der Demonstration. Bereits zuvor hatte sich Achim mit Karsch darüber gestritten, welche Teile des umfangreichen biographischen Materials dem Rotstift zum Opfer fallen sollten. Achim und Karsch kommen auf keinen gemeinsamen Nenner. Achim fühlt sich beleidigt und schreit den Journalisten an. In beiderseitigem Einvernehmen bricht Karsch das Buchprojekt ab und reist unverrichteter Dinge nach Hamburg zurück. Zuvor war er noch von den Sicherheitsorganen bei seinen Fahrten durch Ostdeutschland der Fluchthilfe verdächtigt worden. Karin hatte vor Karschs Abreise Achim ohne Abschied verlassen. Sie hatte ihn auf dem Foto erkannt.

## Selbstzeugnis
Karsch spricht des Öfteren anonym bleibende Personen an. Diese Erzählerhaltung bliebe dem Leser ein Rätsel, hätte sie Uwe Johnson nicht dem unerschrocken insistierenden Interviewer Horst Bienek „erklärt“. Die Lösung des Rätsels liege im letzten Satz des Romans verborgen: „Wie war es denn?“ fragen die westdeutschen Daheimgebliebenen, nachdem Karsch zurückgekehrt ist und doch noch mit Uwe Johnsons Beihilfe ein Buch aus seiner Reise macht. Karsch redet also fortwährend mit den Westdeutschen (und nicht mit Karin, wie der naive Leser vielleicht annehmen könnte). Und die Westdeutschen reden dem Erzähler in Form der zahlreichen kursiv gesetzten Überschriften dauernd dazwischen. Deren erste lautet: „Wie war es denn?“ In jenem aufschlussreichen Interview kommt noch manches ans Licht. Achim T. musste ein Sportler sein und keinesfalls ein Intellektueller. Ein Sportler sei eine vermittelnde Figur zwischen Volk und Regierenden. Das Buch sei die Beschreibung einer Beschreibung. Manchmal – wie zum Beispiel im Kapitel Es ist so gar nicht spannend! – erlaube sich Uwe Johnson einen Spaß.

## Form
Einfach ist das Buch nicht gebaut. Nach Post-Adams sind drei Erzählebenen zu unterscheiden – die des Biographen Karsch, die des Erzählers und die des Autors Uwe Johnson. Born unterscheidet vier Instanzen. Strehlow bespricht in dem Zusammenhang das Reflektieren. Jahn analysiert die Struktur.
Mit seiner eigenwilligen Prosa hat sich Uwe Johnson Freunde und Feinde gemacht. Zum Beispiel Strehlow bringt Verständnis für das Konstrukt auf und lobt die „hochgradige Stimmigkeit“ der Fabel. Jahn verschweigt nicht Johnsons Persiflieren und meint, das Fragmentarische sei Absicht. Die Kraft des Lesers zur Synthese sei gefordert. Feindselig nennt Karlheinz Deschner die Sprache des Werkes „Idiotendeutsch“ und liegt damit auf einer Linie mit Hermann Kesten, Ernst Kreuder und Robert Neumann. Manche „Sätze“ sind wirklich keine. Zum Beispiel „Später wann zunächst was er Karsch erzählte:…“ hinterlässt einen ratlosen Leser. Verwirrend erscheint auch: „Das Plündern vorbei aber die Straßen noch unsicher nachts.“ Der Suhrkamp-Lektor muss seinerzeit ziemlich tolerant gewesen sein. Wer das soeben Angekreidete kurzerhand als Beckmesserei abtut, kommt an Grambow nicht vorbei, der an Johnson unangenehme Fragen – die sachliche Fundierung des historischen Materials betreffend – stellt. Zum Beispiel seien die Vorgeschichten der drei Protagonisten unscharf vorgetragen. Grambow spöttelt über den „Stabreim Karin und Karsch“.
Die Interpunktion ist neuartig. Die wörtliche Rede kommt mit einem einleitenden Bindestrich aus: „- Warum führt Deutschland Krieg.“ Anführungszeichen sind seltener als Fragezeichen. Strehlow äußert sich zu den rätselhaften „disparaten Aspekten“ der Syntax in dem Roman.
Das Unaussprechliche kommt sardonisch zur Sprache – zum Beispiel „Öfen zur Verbrennung der Opfer und Besserwisser“.

## Rezeption
- Die neuere Geschichtsschreibung ordnet diese „epische Recherche“[22] in die „Literatur im Kalten Krieg und Annäherungen: Die sechziger Jahre“ ein.[23] Barner liest „Nachdenken über Christa T.“ als Christa Wolfs ostdeutsche Antwort auf den in Westdeutschland veröffentlichten Roman Johnsons.[24]
- Nach Pestalozzis Verständnis wird Achim schuldig, indem er sich von seiner Vergangenheit distanziert. Uwe Johnson gehe es aber um mehr. Er stelle die Tauglichkeit „fester Menschenbilder“ in Frage.[25]
- Jens[26] hat ein großes Lob parat. Im Gegensatz zu anderen Autoren habe Johnson das Problem der deutschen Teilung „überzeugend“ behandelt. Nach Neumann[27] wird NS-Vergangenheit aufgearbeitet.
- Achim und Karsch exerzieren die deutsche Wiedervereinigung bereits drei Jahrzehnte vor 1989 durch, so scheint es anfangs. Doch letztendlich dokumentiert der Roman das Auseinanderleben.[28]
- Vor der Niederschrift des Romans habe Uwe Johnson sich von zwei Täve-Schur-Biographien inspirieren lassen.[29] Johnson habe allerdings im Nachhinein Parallelen von Achim T. zu Schur abgebogen.[30] Johnson habe – wie Brecht – Interesse an Sportlern.[31] Einerlei – um Sport geht es in dem Roman nicht, sondern um den Krieg und seine Folgen. Achim und Karsch werfen sich die Politik ihrer beiden deutschen Nachkriegsstaaten vor. Personen werden nicht genannt. Hanuschek hat herausgefunden, einmal gehe es um Globke, den Chef des Bundeskanzleramts unter Adenauer.[32] Die Umschreibung der Namen von Personen der Zeitgeschichte sei ein Kniff zur Konkretisierung.[33] Dem Leser erscheint jedoch mit der Zeit zum Beispiel die ständige Umschreibung von Ulbricht mit „Sachwalter“[34] als albern.
- Mit Herrn Fleisg und Frau Ammann kritisiere Uwe Johnson das Verlagswesen in der DDR;[35] setze sich mit dem sozialistischen Realismus und dem Marxisten Lukács auseinander.[36]
- Neumann[37] deckt Hintergründe im Zusammenhang mit Achims Kindheit in Thüringen auf. Gemeint ist Uwe Johnsons Freundschaft mit Hann Trier und Renate Mayntz.

## Auszeichnung
1962 sei Uwe Johnson für das Buch mit dem Prix International de la Littérature, einem Preis der Verleger, ausgezeichnet worden. Mit diesem Preis sei die Übersetzung in sieben Sprachen verbunden.

## Hörspiel
Im Juli 2009 wurde eine Hörfunkfassung des Textes, bearbeitet von Norbert Schaeffer und Dietmar Mues, Hörspiel des Monats.

### Textausgaben
Erstausgabe
- Das dritte Buch über Achim. Roman. 338 Seiten. Suhrkamp, Frankfurt am Main 1961

Verwendete Ausgabe
- Das dritte Buch über Achim. Roman Suhrkamp, Frankfurt am Main 1992 (edition suhrkamp 1819 (Neue Folge Band 819)), ISBN 3-518-11819-6

Ausgaben in fremden Sprachen
- El tercer libro sobre Ajim. Plaza & Janés, Buenos Aires 1962
- Den tredje boken om Achim. Bonnier, Stockholm 1962
- Den tredje bok om Achim. Gyldendal, Oslo 1962
- Den tredje bog om Achim. Gyldendal, Kopenhagen 1963
- Il terzo libro su Achim. Feltrinelli, Mailand 1963
- L' impossible Biographie. Gallimard, Paris 1966
- Kolmas kirja Achimista. Tammi, Helsinki 1966
- O terceiro livro sobre Achim. Arcádia, Lissabon 1967
- The third Book about Achim. Harcourt, Brace & World, New York 1967
- Het derde boek over Achim. De Arbeiderspers, Brüssel 1968
- Het derde boek over Achim. Meulenhoff, Amsterdam 1991

### Sekundärliteratur
- Horst Bienek: Werkstattgespräch mit Uwe Johnson. S. 143–146 (aus: Bienek: Werkstattgespräche. Hanser, München 1962) in: Rainer Gerlach (Hrsg.), Matthias Richter (Hrsg.): Uwe Johnson. Suhrkamp, Frankfurt am Main 1984 (suhrkamp taschenbuch 2061), ISBN 3-518-38561-5
- Walter Jens: Johnson auf der Schwelle der Meisterschaft. S. 147–151 (aus: „Die Zeit“ vom 6. Oktober 1961) in: ebenda
- Karl Pestalozzi: Achim alias Täve Schur. Uwe Johnsons zweiter Roman und seine Vorlage. S. 152–164 (aus: „Sprache im technischen Zeitalter“ 6 (1963)) in: ebenda
- Ree Post-Adams: Explizite Erzählreflexion: Das dritte Buch über Achim. S. 165–179 (aus: Post-Adams: „Darstellungsproblematik als Romanthema“, Bonn 1977) in: ebenda
- Peter Lorson: Uwe Johnsons „Das dritte Buch über Achim“ im Unterricht. S. 180–197 (aus: Lorson: „Lerngegenstand Literatur“, Göttingen 1977) in: ebenda
- Wolfgang Strehlow: Ästhetik des Widerspruchs. Versuche über Uwe Johnsons dialektische Schreibweise. Akademie Verlag Berlin 1993, ISBN 3-05-002407-0
- Wilfried Barner (Hrsg.): Geschichte der deutschen Literatur. Band 12: Geschichte der deutschen Literatur von 1945 bis zur Gegenwart. C. H. Beck, München 1994, ISBN 3-406-38660-1
- Sven Hanuschek: Uwe Johnson. Morgenbuch Verlag, Berlin 1994 (1. Aufl., Köpfe des 20. Jahrhunderts, Bd. 124), ISBN 3-371-00391-4
- Bernd Neumann: Uwe Johnson. Europäische Verlagsanstalt, Hamburg 1994, ISBN 3-434-50051-0
- Arne Born: Wie Uwe Johnson erzählt. Artistik und Realismus des Frühwerks. Revonnah Verlag, Hannover 1997, ISBN 3-927715-94-8
- Jürgen Grambow: Uwe Johnson. Rowohlt, Reinbek bei Hamburg 1997 (Aufl. 2000), ISBN 3-499-50445-6
- Kristin Jahn: „Vertell, vertell. Du lüchst so schön.“ Uwe Johnsons Poetik zwischen Anspruch und Wirklichkeit. Universitätsverlag Winter, Heidelberg 2006, ISBN 3-8253-5146-7